# Хвостунов Олександр Володимирович
Олександр Володимирович Хвостунов (нар. 9 січня 1974, Карші, УзРСР) — радянський та узбецький футболіст, захисник.

## Клубна кар'єра
Розпочав свою кар'єру в першій лізі чемпіонату Узбекистану в каршінського «Геолога» в 1990 році. З 1994 по 1999 роки захищав кольори узбецьких клубів «Машал», «Трактор» та «Пахтакор».
У 2000 році переїхав до Росії, підписав контракт з самарськими «Крилами Рад», але за головну команду клубу не зіграв жодного поєдинку. Був відправлений до другої команди клубу, яка на той час виступала в другому дивізіоні чемпіонату Росії, проте й у другій команді не зіграв жодного офіційного матчу. У 2000 році повернувся на батьківщину, де виступав у складі «Трактора». У 2002 році знову виїздить до Росії, цього разу підписує контракт з клубом «Лада», який на той момент представляв Перший дивізіон чемпіонату Росії. У футболці клубу з Тольятті зіграв у 13 матчах чемпіонату Росії та в 1-му в кубку Росії.
У 2003 році переїхав в Україну, підписав контракт з одеським «Чорноморцем». У складі одеського клубу дебютував 9 березня 2003 року в переможному (2:0) домашньому поєдинку 16-го туру вищої ліги чемпіонату України проти луцької «Волині». Олександр вийшов у стартовому складі та відіграв увесь матч. У футболці одеського клубу в чемпіонаті України зіграв 24 матчі, ще 2 поєдинки зіграв у кубку України. Окрім цього у квітні та травні 2004 року зіграв 3 матчі в складі друголігового фарм-клубі одеських «моряків», «Чорноморець-2». У 2004 році приєднався до ужгородського «Закарпаття». Дебютував за ужгородську команду 25 вересня 2004 року в програному (0:1) домашньому поєдинку 8-го туру вищої ліги чемпіонату України проти запорізького «Металурга». Хвостунов вийшов у стартовому складі та відіграв увесь матч. Цей матч виявився останнім для Олександра в складі «Закрапаття».
У 2005 році захищав кольори клубів «Трактора» та «Жетису». У 2006 році перейшов до  «Навбахору». З 2007 по 2010 роки виступав за клуб «Курувчі». У липні 2011 року перейшов з «Кизилкуму» до самаркандського «Динамо». У 2013 році приєднався до клубу НБУ-Азія з 

## Кар'єра в збірній
Хвостунов з 1997 року виступає за збірну Узбекистану з футболу. Провів за збірну 49 матчів і забив 3 м'ячі.

### Голи за збірну
| 1.                          | 19 листопада 1998 | Солт-Лейк Стедіум, Колката, Західний Бенгал, Індія | Індія    | 0–4 | Перемога | Товариський             |
| 2.                          | 3 грудня 1998     | Стадіон Семисотріччя, Чіангмай, Таїланд            | Кувейт   | 3–3 | Нічия    | кв. Азійських ігор 1998 |
| 3.                          | 2 квітня 2003     | Динамо, Мінськ, Білорусь                           | Білорусь | 2–2 | Нічия    | Товариський             |
| Станом на 2 січня 2017 року |                   |                                                    |          |     |          |                         |

## Досягнення
- Вища ліга чемпіонату Узбекистану
  -  Чемпіон (4): 1998, 2008, 2009, 2010
  -  Срібний призер (1): 2007

- Кубок Узбекистану
  -  Фіналіст (1): 2007